# 山川元
山川 元（やまかわ げん、1957年 - ）は、日本の映画監督、脚本家である。『卓球温泉』『東京原発』の監督として知られる。

## 来歴・人物
1957年（昭和32年）、山形県上山市に生まれる。山形市立商業高等学校を卒業する。
大手証券会社に勤務したのちビデオ製作会社を経て26歳で映画界に入る。鈴木清順監督の『カポネ大いに泣く』（1985年）の製作助手からはじまり、降旗康男、崔洋一、伊丹十三、周防正行らの助監督を務める。
1994年、『唐獅子姉御』で初監督を果たす。監督デビュー後の1996年には、周防正行監督の『Shall we ダンス?』で監督補を務めている。
1998年、自ら企画・脚本を立ち上げた『卓球温泉』を監督。東宝が配給して全国公開され、ヒットする。

## フィルモグラフィ

### 監督
- 『唐獅子姉御』 : 1994年
- 『卓球温泉』 : 1998年（出演：松坂慶子、牧瀬里穂、蟹江敬三）
- 『ふたりエッチ』 : 2000年
- 『弘兼憲史シネマ劇場 黄昏流星群 同窓会星団』 : 原作弘兼憲史、2001年（出演：神田正輝、原日出子）
- 『東京原発』 : 2002年（出演：役所広司、段田安則、平田満、岸部一徳）

### 助監督ほか
- 『カポネ大いに泣く』 : 監督鈴木清順、1985年 - 製作助手
- 『別れぬ理由』 : 監督降旗康男、1987年
- 『花のあすか組』 : 監督崔洋一、1988年
- 『ジュリエット・ゲーム』 : 監督鴻上尚史、1989年
- 『ボクが病気になった理由』第1話『マイ・スウィート・リトル・キャンサー』 : 監督鴻上尚史、オムニバス、1990年 - チーフ助監督
- 『女がいちばん似合う職業』 : 監督黒沢直輔、1990年 - チーフ助監督
- 『あさってDANCE』 : 監督磯村一路、1991年 - チーフ助監督
- 『ミンボーの女』 : 監督伊丹十三、1992年 - チーフ助監督
- 『人間交差点 不良』 : 監督高橋伴明、1993年 - チーフ助監督
- 『姐 極道を愛した女・桐子』 : 監督磯村一路、1993年 - チーフ助監督
- 『極道の姐 玲子』 : 監督小水一男、1994年 - チーフ助監督
- 『Shall we ダンス?』 : 監督周防正行、1996年 - 監督補

## 註
1. ↑  山川元、東京原発オフィシャルサイト（プロフィール）、バサラ・ピクチャーズ、2011年5月19日閲覧。
2. 1 2 3 4  山川元、日本映画データベース、2011年5月19日閲覧。